# Domus Severiana
La Domus Severiana era l'ultimo ampliamento dei palazzi imperiali sul Palatino a Roma, realizzata a sud-est dello Stadio palatino nella Domus Augustana da Settimio Severo.

## Descrizione

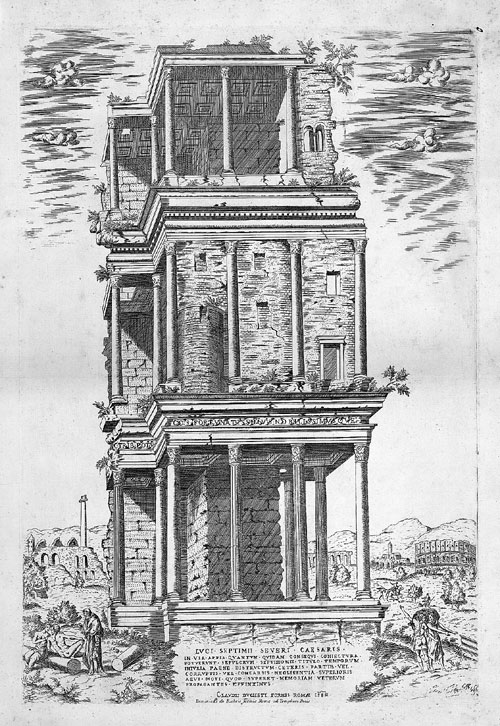
I resti del Septizodium in una stampa del 1582, poco prima della definitiva demolizione

Dell'edificio restano oggi solo le imponenti sostruzioni in laterizio sull'angolo del colle, che creavano una piattaforma artificiale alla stessa altezza del palazzo di Domiziano, dove era stato realizzato un ampliamento, essendo ormai esaurito lo spazio fisico disponibile sul colle.
Il vero e proprio edificio si trovava quindi sulla terrazza sotto le sostruzioni, e i resti sono molto scarsi. Incomparabile è il panorama di Roma che spazia dall'Aventino al Circo Massimo, dalle Terme di Caracalla al Celio.
Facevano parte del complesso le terme imperiali, oggi visibili nei resti al di sotto dell'esedra dello Stadio palatino, che forse erano state fatte costruire da Domiziano stesso e rifatte all'epoca di Massenzio. Esse erano alimentate da un ramo dell'Aqua Claudia, che scavalcava la valle tra Palatino e Celio tramite poderosi archi ancora in parte visibili.
Sul lato verso la via Appia Settimio Severo aveva fatto realizzare un'imponente facciata simile a una scena teatrale, dotata di fontane e colonnati a tre livelli: il Settizonio. Si narra che l'imperatore avesse fatto monumentalizzare questo lato per impressionare i suoi conterranei dell'Africa, che arrivavano a Roma da sud percorrendo proprio la via Appia. I resti dello splendido edificio vennero demoliti nel XVI secolo e ci è noto solo da disegni rinascimentali.